# Billie Kay
Jessica McKay (Sydney, 23 de junho de 1989) é uma lutadora de wrestling profissional australiana que atualmente trabalha para a WWE, na marca SmackDown sob o nome de ringue Billie Kay. Ela é conhecida por ter formado a dupla The IIconics ao lado de Peyton Royce.
Em junho de 2007, Kay fez sua estreia no wrestling profissional na Pro Wrestling Alliance (PWA), e ela estreou um ano depois na promoção Pro Wrestling Women's Alliance, onde se tornou duas vezes Campeã da PWWA. Mais tarde, ela começou a competir no circuito independente por várias promoções nos Estados Unidos por vários anos, mais notavelmente e comumente pela Shimmer Women Athletes.

## Infância e adolescência
McKay começou a assistir wrestling aos 10 anos de idade junto com seu irmão, e começou sua carreira de wrestling profissional primeiro participando da promoção australiana com base em Sydney, Pro Wrestling Australia. Antes de se tornar um lutadora, McKay se destacou no basquete. Ela frequentou a mesma escola (Westfields Sports) que a lutadora Peyton Royce.

## Carreira profissional no wrestling

### Pro Wrestling Alliance Australia (2007–2015)
McKay foi treinadoa por Madison Eagles. Ela estreou em 23 de junho de 2007, em seu décimo oitavo aniversário, na PWA Australia com uma vitória sobre Eagles e Aurora, lutando com seu nome de nascimento como Jessie McKay.
Em 2 de agosto de 2008, McKay derrotou a campeã Kellie Skater para vencer o PWWA Championship pela primeira vez. Ela teve uma defesa de título bem-sucedida em 8 de novembro contra Tenille Tayla. Em 22 de novembro, ela perdeu seu título para Penni Lane. Depois que Lane perdeu seu título devido a uma lesão, McKay venceu o PWWA Championship pela segunda vez em uma luta four-way contra Kellie Skater, Sway e Shazza McKenzie em 14 de setembro de 2009. McKay teve duas defesas de título bem-sucedidas contra KC Cassidy e Madison Eagles em março e maio de 2010, mas perdeu o título para Eagles em 11 de junho de 2010.
Em setembro de 2011, McKay não conseguiu vencer uma luta three-way pelo Shimmer Championship, também apresentando a campeã Madison Eagles e Nicole Matthews. Em agosto de 2012, em uma luta para coroar a campeã interina da PWWA, ela foi derrotada por Evie.

### Shimmer Women Athletes (2008–2015)
McKay começou a lutar pela promoção feminina americana Shimmer Women Athletes em outubro de 2008, fazendo sua estreia no Volume 21 junto com Madison Eagles como as Pink Ladies, participando de uma luta gauntlet de duplas para determinar as campeãs inaugurais do Shimmer Tag Team Championship, mas foram a primeira equipe eliminada. McKay fez sua estreia individual na Shimmer com uma derrota para Kellie Skater no Volume 24.
No Volume 33 em setembro de 2010, McKay derrotou Nicole Matthews, depois de perder para Matthews no início daquele ano em abril no Volume 30. Ela seguiu com uma vitória sobre Ayako Hamada e Sara Del Rey em uma luta three-way ao vencer a ex-campeã da Shimmer Del Rey no Volume 34. Como resultado, no final de setembro de 2010, foi concedida a McKay uma luta pelo título contra sua treinadora e ex-parceira de duplas, a Campeã da Shimmer Madison Eagles no Volume 35, mas não conseguiu vencer.
Depois de seu desafio ao título fracassado, McKay continuou sua rivalidade com Nicole Matthews. No Volume 36, ela se juntou a Tenille, desafiando as The Canadian NINJAs (Matthews e Portia Perez) pelo Shimmer Tag Team Championship, mas foram derrotadas. No entanto, ela conquistou uma vitória sobre as The Canadian NINJAs no Volume 38 enquanto se unia a Serena. McKay concluiu sua rivalidade com Matthews com uma derrota em uma luta de duas quedas no Volume 39  em março de 2011.
Em março de 2012, as vitórias sobre Mia Yim no Volume 45 e a ex-campeã da Shimmer MsChif no Volume 46 levaram McKay a receber outra chance pelo Shimmer Championship, mas ela foi derrotada pela campeã Cheerleader Melissa no Volume 47. No Volume 53 em abril de 2013, McKay foi derrotado pelo Madison Eagles na luta de retorno de Eagles. No Volume 57, Kay derrotou Mercedes Martinez.

### Outras promoções (2008–2015)
Além de lutar pela Shimmer, McKay também lutou por outras promoções americanas, incluindo Combat Zone Wrestling (CZW) e Ring of Honor (ROH) em 2008, e pela Chikara em 2011. Ela também lutou pela promoção canadense NCW Femmes Fatales em 2012. McKay estreou na promoção americana Shine Wrestling no Shine 9 em abril de 2014, com uma vitória em uma luta de trios, se unindo a Kellie Skater e Shazza McKenzie para derrotar Nikki Roxx, Santana e Mia Yim.

### World Wrestling Entertainment

#### NXT (2015–2018)

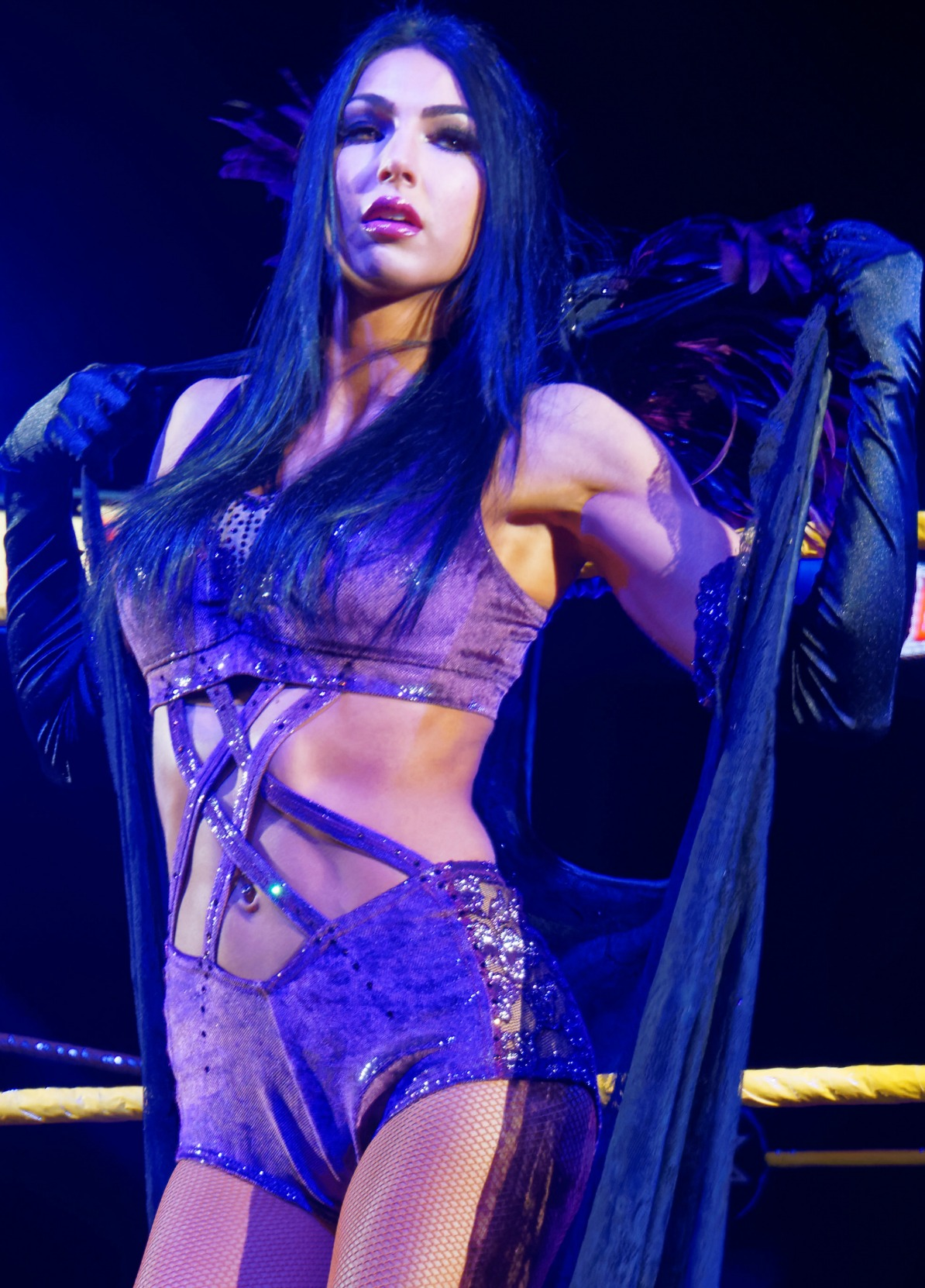
Kay antes de uma luta na WrestleMania 32 Axxess em abril de 2016

McKay fez um teste com a WWE durante sua turnê pela Austrália em agosto de 2014 e se tornou uma lutadora no NXT em 13 de abril de 2015. McKay fez sua estréia na televisão no episódio de 10 de junho do NXT, onde ela foi derrotada por Becky Lynch sob o nome de Jessie. Em 7 de agosto, ela recebeu o novo nome de ringue Billie Kay. Depois de competir na maioria de suas lutas no NXT como face, Kay competiu em sua primeira luta como heel no episódio de 21 de outubro do NXT, perdendo para Asuka. Até o final de 2015, Kay começou a ser gerenciada por outro lutador, Sylvester Lefort, durante vários live events do NXT, no entanto, não durou muito depois que Lefort foi liberado de seu contrato em fevereiro de 2016.
Em 13 de janeiro de 2016 no episódio da NXT, Kay competiu em uma batalha real para definir a desafiante número um ao NXT Women's Championship de Bayley, que foi vencida por Carmella. Kay fez sua primeira aparição no elenco principal no episódio de 30 de junho do SmackDown, onde trabalhou como jobber perdendo para Dana Brooke. Kay finalmente voltou para a televisão no NXT em 27 de julho, onde alcançou sua primeira vitória ao vivo na empresa ao derrotar Santana Garrett. Depois de pedir ao gerente geral do NXT William Regal uma luta no NXT TakeOver: Brooklyn II no episódio de 17 de agosto do NXT, foi concedida a ela uma luta contra a estreante Ember Moon. No evento de 20 de agosto, Kay foi derrotada por Moon. Após um breve hiato, Kay voltou no episódio de 21 de setembro do NXT, onde derrotou Aliyah.
Em outubro, Kay começou uma aliança com Peyton Royce, mais tarde apelidada de The Iconic Duo, e mais tarde entrou em uma rivalidade com Liv Morgan com a dupla atacando e derrotando Morgan em lutas individuais. Isso acabou levando a uma luta de trios no NXT TakeOver: Toronto, que foi gravado e transmitido no episódio de 23 de novembro do NXT, no qual Aliyah, Ember Moon e Morgan derrotaram Kay, Royce e sua parceira Daria Berenato. No final de dezembro, Kay e Royce foram colocadas em uma breve rivalidade com a Campeã Feminina do NXT Asuka depois que esta declarou que não havia competição para ela. Isso resultou em uma luta fatal four-way, que também envolveu Nikki Cross, no evento NXT TakeOver: San Antonio em 28 de janeiro de 2017, em que Kay e Royce não conseguiram conquistar o título.

#### The IIconics (2018–2020)

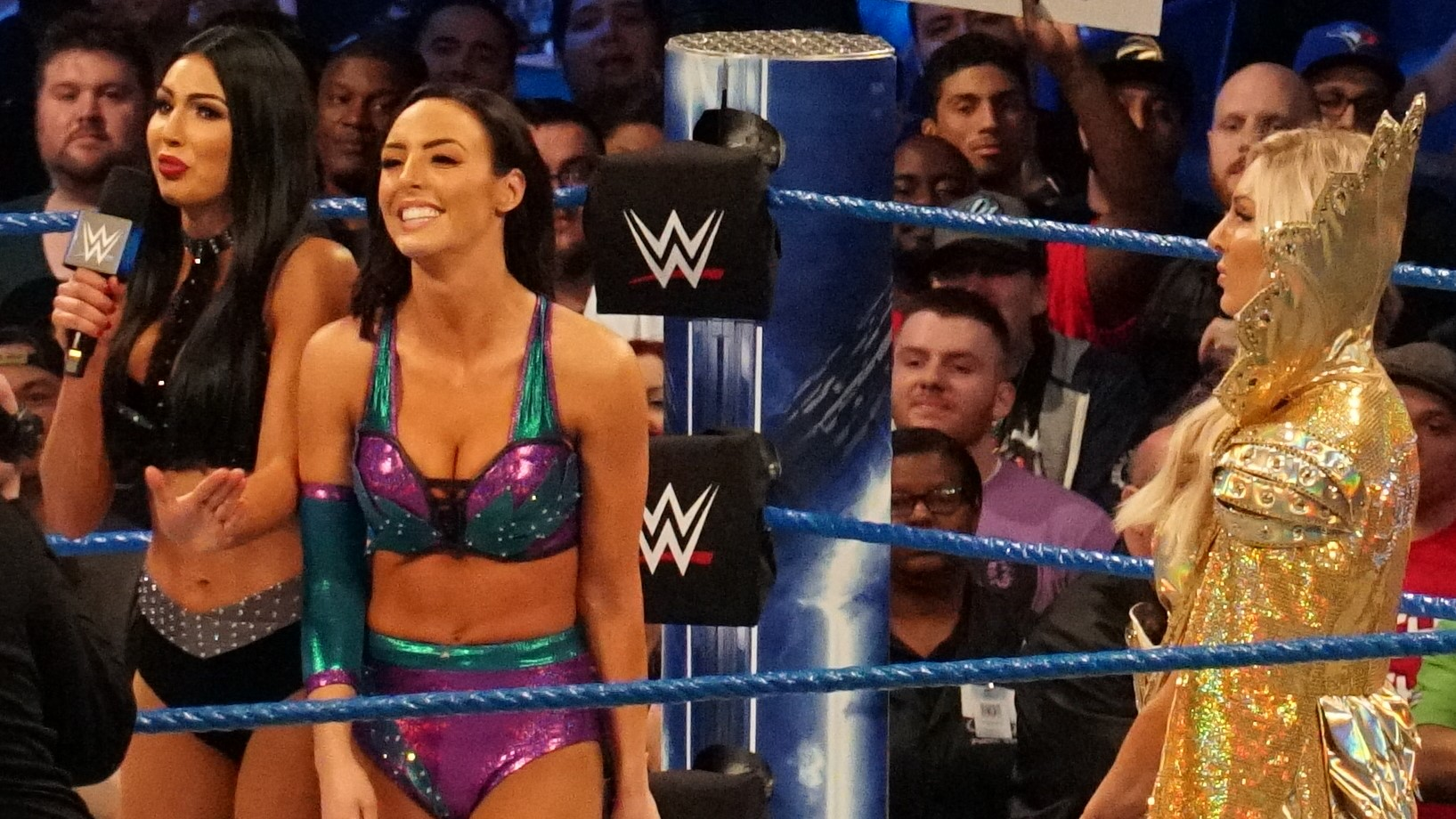
As The IIconics estrearam no SmackDown interrompendo Charlotte Flair

Kay e Royce, agora apelidadas de The IIconics, fizeram sua estreia no elenco principal em 10 de abril de 2018 no episódio do SmackDown Live atacando a então Campeã Feminina do SmackDown Charlotte Flair, enquanto ela estava fazendo uma promoção sobre sua luta na WrestleMania 34. Na semana seguinte, Kay perdeu para Flair. Em sua primeira luta juntas como parte do plantel principal, as The IIconics conquistaram sua primeira vitória contra Asuka e Becky Lynch. Ao longo dos próximos meses, Kay competiu em várias lutas individuais e de duplas, mas acabou perdendo. Em agosto, as The IIconics iniciaram sua primeira rivalidade no plantel principal, com Naomi, e as duas conseguiram derrotá-la em lutas individuais. Eventualmente, Naomi se juntou a Asuka, mas perdeu para as IIconics no WWE Super Show-Down em 6 de outubro, realizado na terra natal das Iiconics, a Austrália. Três semanas depois, Kay e Royce participaram do primeiro pay-per-view feminino da WWE, Evolution; elas foram as duas primeiras eliminadas de uma batalha real por uma luta futura por um título feminino.
Em 27 de janeiro de 2019, Kay e Royce entraram em sua primeira luta Royal Rumble no número 7 e número 9, respectivamente, e conseguiram eliminar Nikki Cross, antes de ambas serem eliminados por Lacey Evans. No dia 17 de fevereiro, no Elimination Chamber, as The IIconics competiram em uma luta de duplas Elimination Chamber pelo inaugural WWE Women's Tag Team, que foi vencido por Sasha Banks e Bayley. Em março, as The IIconics começara, uma rivalidade com Banks e Bayley, as derrotando em uma luta sem título. Por causa da vitória, elas (e duas outras equipes) desafiaram Banks e Bayley pelos títulos na WrestleMania 35 em uma luta fatal four-way. No evento, que aconteceu em 7 de abril, as The IIconics venceram a luta depois que Kay pinou Bayley para vencerem o Women's Tag Team Championship pela primeira vez. No episódio de 5 de agosto do Raw, as The IIconics perderam os títulos para Alexa Bliss e Nikki Cross em uma luta fatal four-way também envolvendo as equipes das Kabuki Warriors e Fire & Desire. Em 16 de outubro, foi anunciado que as The IIconics haviam sido transferidas para a marca Raw como escolhas complementares do WWE Draft 2019.
Depois de um breve hiato, Kay e Royce retornaram no episódio Raw de 11 de maio de 2020, interrompendo as Campeãs de Duplas Femininas da WWE Alexa Bliss e Nikki Cross. Mais tarde, elas derrotaram as campeãs em uma luta sem título. Elas fizeram desafios sem sucesso pelo WWE Women's Tag Team Championships várias vezes durante o verão. Elas iriam começar uma briga com Ruby Riott zombando dela nos bastidores por não ter amigos. Elas continuariam trocando vitórias enquanto Kay e Royce derrotavam Riott enquanto Riott derrotava Kay. No Payback, as The IIconics foram derrotadas por Riott e sua recém-reunida parceira, Liv Morgan. Na noite seguinte no Raw, as The IIconics foram forçadas a se separarem após perderem para o The Riott Squad.
Como parte do WWE Draft 2020 em outubro, Kay não foi redigida e foi posteriormente contratado como agente livre da marca SmackDown.

## Outras mídias
Kay fez sua estreia em um videogame na WWE como personagem jogável do WWE 2K18, tendo, desde então, aparecido no WWE 2K19 e no WWE 2K20
Em 19 de agosto de 2020, Kay lançou seu próprio canal no YouTube.

## Títulos e prêmios
- Pro Wrestling Women's Alliance
  - PWWA Championship (2 vezes)
- Pro Wrestling Illustrated
  - A PWI a colocou na 34ª posição entre as 50 melhores lutadoras da PWI Female 50 em 2012[92]
  - A PWI a colocou na 50ª posição entre as 50 melhores equipes da PWI Tag Team 50 em 2020 - com Peyton Royce[93]
- Sports Illustrated
  - Classificada na 25ª posição entre as 30 melhores lutadoras femininas em 2018[94]
- World Wrestling Entertainment
  - WWE Women's Tag Team Championship (1 vez) - com Peyton Royce[95]
  - NXT Year-End Award (1 vez)
    - Breakout of the Year (2016)[96] - com Peyton Royce